# 植木町
植木町（日语：／ Ueki machi */?）是位于日本熊本縣北部的一個城鎮，屬於鹿本郡。是日本第一的西瓜產地。已於2010年3月23日併入熊本市。
轄區內的田原坂地區過去曾是西南戰爭的主要戰場之一。

## 歷史
在2003年曾經討論過是否與熊本市合併，但當時最後的決定是不合併；直到2007年9月因為町的財政狀況惡化，合併案再度被提出，並與熊本市設置合併協議會開始商討合併事宜。

### 年表
- 1889年4月1日：實施町村制，現在的轄區在當時分屬山本郡植木町、吉松村、山本村、櫻井村、山東村、田原村、菱形村、田底村。
- 1896年4月1日：實施郡區町村編制法，山本郡和山鹿郡合併為鹿本郡。
- 1955年1月1日：植木町、吉松村、山本村、櫻井村、山東村、田原村、菱形村合併為新設置的植木町。
- 1969年4月1日：田底村被併入植木町。
- 2010年3月23日：被併入熊本市。

### 變遷表
| 1889年以前 | 1889年4月1日  | 1896年4月1日  | 1896年－1944年 | 1945年－1954年 | 1955年－1964年      | 1965年－1988年          | 1989年－現在             | 現在                     |
| ---------- | ------------- | ------------- | -------------- | -------------- | ------------------- | ----------------------- | ------------------------ | ------------------------ |
|            | 山本郡 植木町 | 鹿本郡 植木町 | 鹿本郡 植木町  | 鹿本郡 植木町  | 1955年7月1日 植木町 | 1955年7月1日 植木町     | 2010年3月23日 併入熊本市 | 2010年3月23日 併入熊本市 |
|            | 山本郡 菱形村 | 鹿本郡 菱形村 | 鹿本郡 菱形村  | 鹿本郡 菱形村  | 1955年7月1日 植木町 | 1955年7月1日 植木町     | 2010年3月23日 併入熊本市 | 2010年3月23日 併入熊本市 |
|            | 山本郡 櫻井村 | 鹿本郡 櫻井村 | 鹿本郡 櫻井村  | 鹿本郡 櫻井村  | 1955年7月1日 植木町 | 1955年7月1日 植木町     | 2010年3月23日 併入熊本市 | 2010年3月23日 併入熊本市 |
|            | 山本郡 山東村 | 鹿本郡 山東村 | 鹿本郡 山東村  | 鹿本郡 山東村  | 1955年7月1日 植木町 | 1955年7月1日 植木町     | 2010年3月23日 併入熊本市 | 2010年3月23日 併入熊本市 |
|            | 山本郡 吉松村 | 鹿本郡 吉松村 | 鹿本郡 吉松村  | 鹿本郡 吉松村  | 1955年7月1日 植木町 | 1955年7月1日 植木町     | 2010年3月23日 併入熊本市 | 2010年3月23日 併入熊本市 |
|            | 山本郡 山本村 | 鹿本郡 山本村 | 鹿本郡 山本村  | 鹿本郡 山本村  | 1955年7月1日 植木町 | 1955年7月1日 植木町     | 2010年3月23日 併入熊本市 | 2010年3月23日 併入熊本市 |
|            | 山本郡 田原村 | 鹿本郡 田原村 | 鹿本郡 田原村  | 鹿本郡 田原村  | 1955年7月1日 植木町 | 1955年7月1日 植木町     | 2010年3月23日 併入熊本市 | 2010年3月23日 併入熊本市 |
|            | 山本郡 田底村 | 鹿本郡 田底村 | 鹿本郡 田底村  | 鹿本郡 田底村  | 鹿本郡 田底村       | 1969年4月1日 併入植木町 | 2010年3月23日 併入熊本市 | 2010年3月23日 併入熊本市 |

## 交通

### 鐵路
- 九州旅客鐵道
  - 鹿兒島本線：田原坂車站 - 植木車站

### 道路
高速道路
- 九州自動車道：植木交流道

## 觀光資源

### 景點
- 田原坂公園：西南戰爭的主要戰場之一
- 植木溫泉

## 教育

### 中學校
- 植木町立鹿南中學校
- 植木町立五霊中學校
- 植木町立植木北中學校

### 小學校
- 植木町立山本小學校
- 植木町立田原小學校
- 植木町立菱形小學校
- 植木町立櫻井小學校
- 植木町立植木小學校
- 植木町立山東小學校
- 植木町立吉松小學校
- 植木町立田底小學校

## 姊妹、友好都市

### 海外
- ローム市（美國 喬治亞州）

## 植木町出身的名人
- 阪本是丸：歴史學者、神道學者
- 島津亞矢：演歌歌手
- 蓮田善明：日本文學學長
- 原田敏明：民俗學者、宗教學者
- 松野明美：馬拉松選手

## 外部連結
- （日語） 植木町商工會 （页面存档备份，存于）
- （日語） 熊本市、植木町合併協議會[永久]